# Xtreme Soccer League
De Xtreme Soccer League (vaak afgekort tot XSL) is een voormalige zaalvoetbalcompetitie in de Verenigde Staten van 2008 tot 2009. Vanwege financiële problemen en concurrentie van de National Indoor Soccer League en Professional Arena Soccer League werd de competitie al na één seizoen stopgezet.

## Deelnemende teams
| Team               | Plaats                                         |
| ------------------ | ---------------------------------------------- |
| Chicago Storm      | Hoffman Estates, Illinois (Chicago district)   |
| Detroit Ignition   | Plymouth Township, Michigan (Detroit district) |
| Milwaukee Wave     | Milwaukee, Wisconsin                           |
| New Jersey Ironmen | Newark, New Jersey                             |

## Kampioenen
| Seizoen | Kampioen         | Runner-up          | Datum   |
| ------- | ---------------- | ------------------ | ------- |
| 2008-09 | Detroit Ignition | New Jersey Ironmen | 3/27/09 |

## Toeschouwersaantallen
| Seizoen | Wedstrijden | Totaal  | Gemiddeld |
| ------- | ----------- | ------- | --------- |
| 2008-09 | 80          | 137.382 | 3.435     |

ALPF (1894–95) · 
NAFBL (1895–1921) · 
ASL I (1921–33) · 
ASL II (1933–83) · 
ISL (1960-65) ·
NPSL I (1967) · 
USA (1967) · 
NASL (1968–85) · 
MISL I (1978–92) · 
NPSL II (1984–2001) · 
USL I (1984–85) · 
WSA (1985–89) · 
LSSA (1987–92) · 
ASL III (1988–89) · 
CISL (1993–97) · 
EISL (1997–98) · 
WISL (1998–2001) · 
WUSA (2001–03) · 
MISL II (2001–08) · 
XSL (2008–09) · 
USL First Division (2005–2010) · 
USL Second Division (1990–2010) · 
D2 Pro League (2010) ·
NASL (2011–17)